# Theofanīs Theofanous
Theofanīs Theofanous (in greco: Θεοφάνης Θεοφάνους; 2 luglio 1959) è un ex calciatore cipriota, di ruolo attaccante.

## Carriera
Ha giocato 4 partite per la Nazionale cipriota tra il 1978 e il 1984.